# Đáy thượng lưu
Đáy thượng lưu (tiếng Anh: Triangle of Sadness) là một bộ phim điện ảnh thuộc thể loại hài đen – châm biếm – chính kịch công chiếu năm 2022 do Ruben Östlund viết kịch bản kiêm đạo diễn trong tác phẩm đầu tay bằng tiếng Anh của ông. Với sự tham gia diễn xuất của các diễn viên gồm Harris Dickinson, Charlbi Dean, Dolly de Leon, Zlatko Burić, Henrik Dorsin, Vicki Berlin, Jean-Christophe Folly, Amanda Walker, Oliver Ford Davies, Sunnyi Melles và Woody Harrelson, tác phẩm theo chân Carl và Yaya, một cặp đôi tình nhân trẻ đi du thuyền hạng sang cùng với những khách quý và khám phá ra những bí mật đáng sợ đằng sau sự hào nhoáng của họ. Đây cũng là bộ phim cuối cùng có sự tham gia diễn xuất của Charlbi Dean trước khi cô đột ngột qua đời vào ngày 29 tháng 8 năm 2022.
Đáy thượng lưu có buổi công chiếu tại liên hoan phim Cannes vào ngày 21 tháng 5 năm 2022, nơi tác phẩm được giành giải Cành cọ vàng và nhận một tràng pháo tay khen ngợi dài tám phút. Tác phẩm còn được công chiếu tại nhiều nước châu Âu và trên thế giới, trong đó có Việt Nam kể từ ngày 23 tháng 12 năm 2022. Bộ phim nhìn chung được giới chuyên môn khen ngợi, nhất là phần diễn xuất của De Leon, qua đó được đề cử ba giải Oscar gồm Phim hay nhất, Đạo diễn xuất sắc nhất và Kịch bản gốc xuất sắc nhất, cùng với việc giành được bốn giải tại giải thưởng điện ảnh châu Âu lần thứ 35.